# NGC 10
NGC 10 је спирална галаксија у сазвежђу Вајар која се налази на NGC листи објеката дубоког неба.
Деклинација објекта је - 33° 51' 28" а ректасцензија 0h 8m 34,3s. Привидна величина (магнитуда) објекта NGC 10 износи 12,3 а фотографска магнитуда 13,1. Налази се на удаљености од 82,627 милиона парсека од Сунца. NGC 10 је још познат и под ознакама ESO 349-32, MCG -6-1-24, AM 0006-340, IRAS 00060-3408, PGC 634.